# 苗栗縣私立建臺高級中學
苗栗縣私立建臺高級中學（英語：Chien-Tai Senior High School，CTSH），簡稱建臺中學、建台高中、建台，是一所位於台灣苗栗縣苗栗市的私立高中，1922年建校，附有國中部及高中部的完全中學。與國立苗栗高級商業職業學校及國立苗栗高級中學比鄰，三校構成苗栗的文教區。

## 沿革
臺灣日治時期的1922年，日本佛教淨土真宗西本願寺派人士與地方有心教育民眾於該教派所屬的苗栗寺（在今建臺街上）創立苗栗中學園，為兩年制夜校。1941年5月改制為三年制普通中學，易名苗栗中學院。1944年配合太平洋戰爭，台灣總督府把該校改制為苗栗工科學校，分設土木科、窯業兩科。
- 1949年完成教育部核准立案，先命名「苗栗中學」，因規定私立學校不得以地名冠稱，改名「私立建國中學」，又因臺北第一中學校更名「建國中學」，恐造成混淆，遂再改名為建臺中學至今。
- 1970年，為配合九年國民教育政策，將「附設工商職業補習學校」。更名為「附設補習學校」。初中部成立精修班。翌年又增設高級商業科。
- 1972年，增設電工科，由普通中學成為綜合中學。
- 1980年，依教育廳函更名為附設高級工商補習學校。
- 2000年，成立綜合高中。
- 2004年，廢除高職部。
- 2022年，綜合高中部停招[4]。
- 2025年7月8日，校方發生替應屆畢業生集體報名大學分科測驗其中23名學生的應考科目被校方報錯的嚴重事件，校方通報教育部大考中心時距離測考日只剩3天（7月11日），但全國報考名冊、座位表、試卷作業早已分派各考場已不可變動，[5]，導致這23名學生將被迫重考，事後校方出面道歉[6]、已考上正式教師的代理教師兼任教務主任辭職。[7]

## 姊妹校
- 美国緬因州：緬因中央學院（英语：Maine Central Institute）

## 外部連結
- 苗栗縣私立建臺高級中學全球資訊網 （页面存档备份，存于）（繁體中文）